# Пижурина, Вера Иосифовна
Ве́ра Ио́сифовна Пижу́рина (1912, Киев — 12 июня 1983, Москва) — советская спортсменка, заслуженный мастер спорта СССР (1948), неоднократная рекордсменка страны в беге на 400 м. Чемпионка СССР в беге на 200 м (1938), 400 м (1938, 1940, 1946), 4×100 м (1938).

## Биография
Родилась в Киеве в 1912 году.
Выступала за спортивные общества «Динамо» (Киев) Дом Красной Армии (Киев) и «Спартак» (Москва).
В годы Великой Отечественной войны переехала из оккупированного Киева в Москву. Работала в госпитале, ухаживала за ранеными.
Последние годы жизни — преподаватель кафедры физвоспитания и тренер по легкой атлетике в МГПИ им. В. И. Ленина.
Скончалась в 1983 году.

## Результаты

### Соревнования
| Год  | Город          | Дисциплина                          | Дата          | Результат  | Место |
| ---- | -------------- | ----------------------------------- | ------------- | ---------- | ----- |
| 1937 | Москва         | Бег на 200 метров                   | 20—24 августа | 26,4       | II    |
| 1938 | Харьков        | Бег на 200 метров                   | 9 сентября    | 25,5 NR*   | I     |
| 1938 | Харьков        | Бег на 400 метров                   | 6—12 сентября | 58,3       | I     |
| 1938 | Харьков        | Эстафета 4×100 метров               | 6—12 сентября | 50,2       | I     |
| 1938 | Харьков        | Шведская эстафета (400+300+200+100) | 12 сентября   | 2.18,7 NR* | I     |
| 1940 | Москва         | Бег на 200 метров                   | 25—30 августа | 25,6       | II    |
| 1946 | Днепропетровск | Бег на 400 метров                   | 8—15 сентября | 59,8       | I     |

### Комментарии
1. ↑  Состав команды «Динамо»: Вера Пижурина, Клавдия Емельянова, А. Червецова, Галина Турова
2. ↑  Состав команды «Динамо»: Ксения Шило, Вера Пижурина, А. Червецова, Клавдия Емельянова